# Klek
Klek este o arie protejată (sit de importanță comunitară — SCI) din Croația întinsă pe o suprafață de 864,39 ha, integral pe uscat.

## Localizare
Centrul sitului Klek este situat la coordonatele 45°15′33″N 15°08′52″E / 45.259181°N 15.147668°E.

## Înființare
Situl Klek a fost declarat sit de importanță comunitară în iulie 2013 pentru a proteja 1 specie de plante.

## Biodiversitate
Situată în ecoregiunile alpină și continentală, aria protejată conține 5 habitate naturale: Pante stâncoase calcaroase cu vegetație casmofită, Pajiști uscate seminaturale și facies de acoperire cu tufișuri pe substraturi calcaroase (Festuco-Brometalia) (* situri importante pentru orhidee), Fânețe de joasă altitudine (Alopecurus pratensis, Sanguisorba officinalis), Liziere de ierburi înalte hidrofile de câmpie și de nivel montan până la alpin, Izvoare petrifiante cu formare de travertin (Cratoneurion).
La baza desemnării sitului se află o specie protejată de  plante: Arabis scopoliana.
Pe lângă speciile protejate, pe teritoriul sitului au mai fost identificate 8 specii de plante, 1 specie de nevertebrate.